# Eversleeping
Ce CD Eversleeping porte le nom d'un succès de l'album Ravenheart. Ce titre, une power ballad, y est décliné en deux versions. Trois morceaux inédits enchérissent le contenu.

## Liste des titres
01. Eversleeping  (Single Version)

02. Drown In Me 

03. Pure

04. So Sweet 

05. Eversleeping (Album Version)